# Krzyż Matyldy

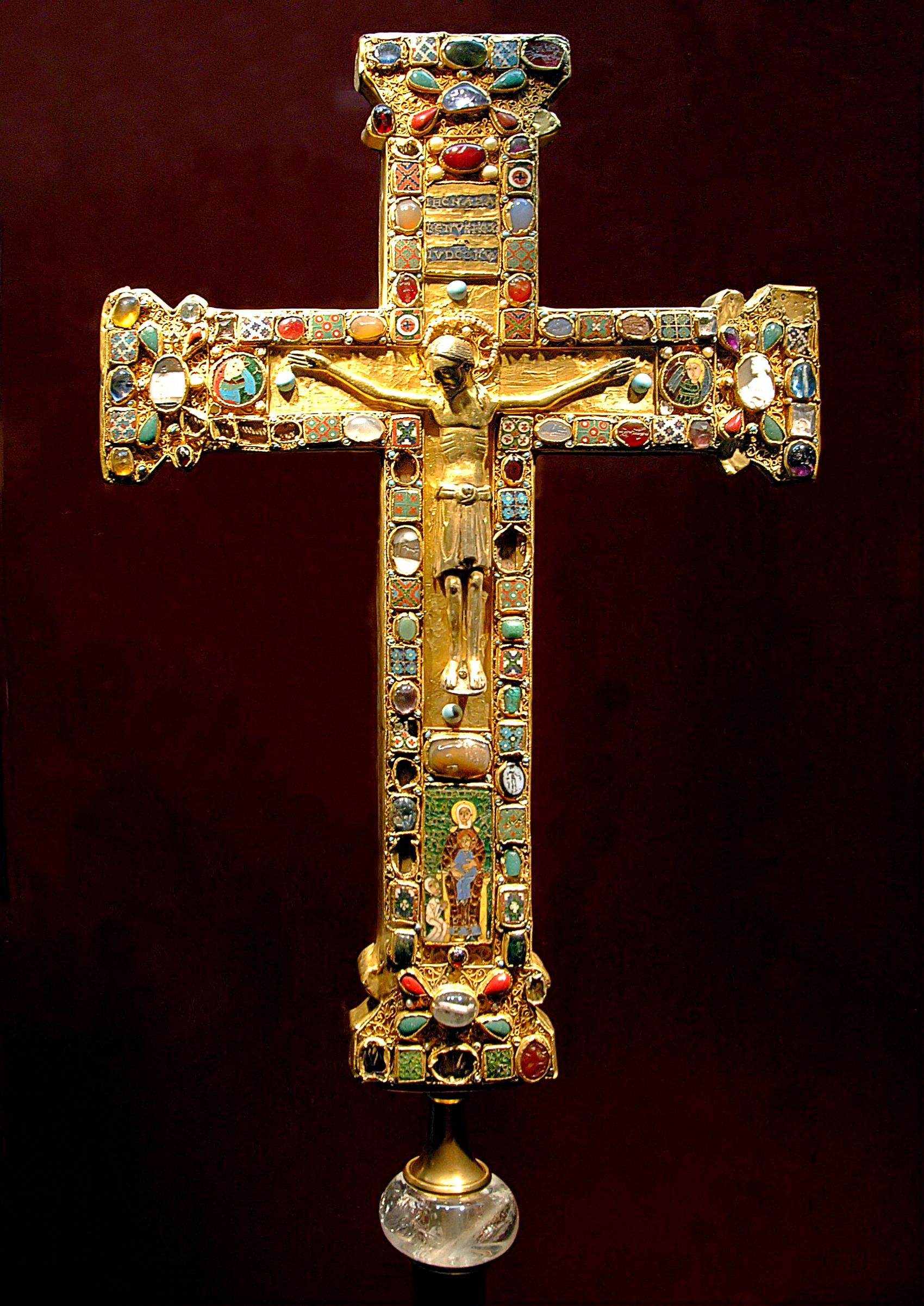
Krzyż Matyldy

Krzyż Matyldy, znany w literaturze jako "młodszy" (niem Jüngere Mathildenkreuz) – krzyż procesyjny wykonany na zlecenie opatki klasztoru kanoniczek w Essen, Teofano, ku czci Matyldy II. Datowany jest na około 1050 rok. Prezentowany jest obecnie w skarbcu katedralnym w Essen (Nadrenia Północna-Westfalia, Niemcy). Przykład sztuki przedromańskiej i złotnictwa z czasów Ottonów. 

## Wygląd
Krzyż Matyldy wykonany został z drewna dębowego obitego złotą blachą. Ma wymiary 45 cm × 30,5 cm. Pośrodku ukazany jest wizerunek Chrystusa ukrzyżowanego, przytwierdzonego do krzyża w sposób symboliczny (brak gwoździ na nogach, uwzględnienia symptomów męczeństwa, swobodny i płynny układ rozpostartych ramion). Na biodrach ma sięgające do kolan perizonium. Obramienie krzyża zdobią na przemian ułożone plakietki emaliowane i kamienie szlachetne z diagonalnie ułożonymi perłami, przy czym pierwotne położenie emalii zostało zmienione podczas jednej z konserwacji. Na plakietkach znajdują się barwne emalie o motywach roślinnych i ornamentalnych. Na skrajach krótszych ramion krzyża umieszczone są plakietki emaliowe z popiersiami aniołów. W dolnej części znajduje się prostokątna, emaliowana plakietka z wizerunkiem opatki Matyldy, która oddaje cześć tronującej Marii z Dzieciątkiem Jezus siedzącym na kolanach Matki. W ikonografii maryjnej takie ujęcie Madonny z Dzieciątkiem określane jest jako Sedes Sapientiae (Siedzisko Mądrości). Tył krzyża jest pozbawiony dekoracji, mieści jedynie repozytoria na relikwie świętych Innocentego i Wawrzyńca. 

## Analiza

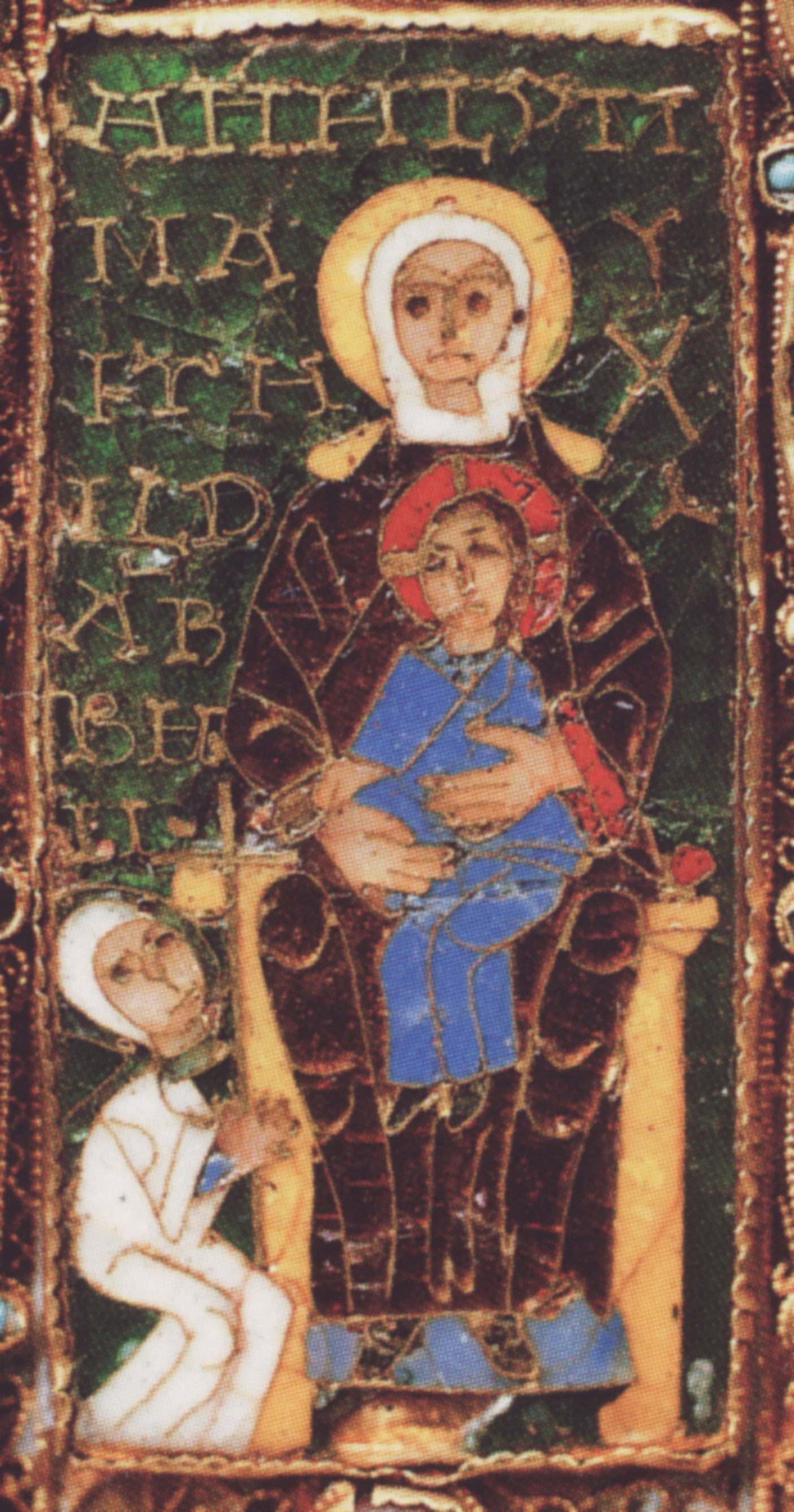
Plakietka z emaliowanym przedstawieniem adorującej Madonnę z Dzieciątkiem ksieni Matyldy

Krzyż Matyldy, podobnie jak wiele tego typu średniowiecznych dzieł, jest przykładem crux gemmata – krzyża z dekoracją złożoną z kamieni szlachetnych, gemm, kamei i emalii. Symbolizuje on blask zwycięstwa Chrystusa, który w przypadku dzieła z Essen został ukazany jako triumfator udzielający błogosławieństwa. Od strony formalnej, stylistycznej i ideowej krzyż Matyldy jest wiernym nawiązaniem do krzyża Ottona i Matyldy datowanego przed 984 rokiem. Obramowanie krzyża Matyldy przypomina datowany na około 1000 r. tzw. krzyż z wielkimi emaliami (niem. Kreuz mit den großen Senkschmelzen), także fundację opatki Matyldy. Korpus krzyża wraz z wizerunkiem Chrystusa jest artystycznie pokrewny powstałemu ok. 1049 r. w Kolonii krzyżowi Idy i Hermana. Odstęp czasowy pomiędzy śmiercią Matyldy, ukazanej na krzyżu jako fundatorka, a czasem wykonania dzieła świadczy, że krzyż powstał de facto z inicjatywy ksieni Teofano ku czci Matyldy. Teofano miała wspierać kult swojej poprzedniczki jako wzoru zakonnicy i zapewne jako świętej. Matylda nie została przedstawiona bynajmniej w wytwornym, bizantyjskim stroju dworskim, tak jak miało miejsce na plakiecie krzyża Ottona i Matyldy, ale w prostym, białym habicie zakonnym.
Dobór relikwii umieszczonych wewnątrz krzyża nie jest przypadkowy. Święci Wawrzyniec i Innocenty należeli do patronów Ludolfingów. W przypadku pierwszego, kult ma związek z cesarzem Ottonem I, który w dniu święta św. Wawrzyńca zwyciężył Węgrów w bitwie na Lechowym Polu (10 sierpnia 955), a jako wotum zwycięstwa założył dedykowane temu męczennikowi biskupstwo i ufundował katedrę w Merseburgu. Papież Innocenty I jest patronem innej fundacji ottońskiej, opactwa w Gandersheim, którego od roku 1002 opatką była Zofia, córka Ottona II.